# Ганнівська сільська рада (Носівський район)
Га́ннівська сільська́ ра́да — колишня адміністративно-територіальна одиниця та орган місцевого самоврядування в Носівському районі Чернігівської області. Адміністративний центр — село Ганнівка.

## Загальні відомості
Ганнівська сільська рада утворена у 1932 році.
05.02.1965 Указом Президії Верховної Ради Української РСР передано сільради Бобровицького району: Ганнівську та Софіївську — до складу Носівського району.
- Територія ради: 22,735 км²
- Населення ради: 474 особи (станом на 2001 рік)

Припинила існування 1 вересня 2015 внаслідок об'єднання з Макіївською сільською радою і утворенням Макіївської сільської громади.

## Населені пункти
Сільській раді були підпорядковані населені пункти:
- с. Ганнівка
- с. Карла Маркса
- с. Кленове
- с. Степове

### Колишні населені пункти
- с. Бекарщина, 2013 року зняте з обліку

## Склад ради
Рада складалася з 12 депутатів та голови.
- Голова ради: Могильний Віктор Васильвич
- Секретар ради: Ситник Марія Іванівна

### Керівний склад попередніх скликань
| Прізвище, ім'я, по батькові | Основні відомості                                                             | Дата обрання | Дата звільнення |
| --------------------------- | ----------------------------------------------------------------------------- | ------------ | --------------- |
| Пархоменко Надія Михайлівна | Сільський голова, 1954 року народження, член Української Народної Партії      | 26.03.2006   | 31.10.2010      |
| Могильний Віктор Васильвич  | Сільський голова, 1971 року народження, освіта середня загальна, безпартійний | 31.10.2010   |                 |

Примітка: таблиця складена за даними сайту Верховної Ради України

### Депутати
За результатами місцевих виборів 2010 року депутатами ради стали:

#### За суб'єктами висування
| Суб'єкт висування | Кількість обраних депутатів | %    |
| ----------------- | --------------------------- | ---- |
| Партія регіонів   | 11                          | 91,7 |
| Самовисування     | 1                           | 8,3  |

#### За округами
| № округу        | Прізвище, ім'я, по батькові   | Дата визнання обраним | Освіта             | Партійна приналежність | Відомості про обраного депутата                                      |
| --------------- | ----------------------------- | --------------------- | ------------------ | ---------------------- | -------------------------------------------------------------------- |
| Партія регіонів |                               |                       |                    |                        |                                                                      |
| 1               | Самойло Валентина Іванівна    | 02.11.2010            | середня            | позапартійна           | Макіївське ССТ, продавець                                            |
| 2               | Онищенко Олена Григорівна     | 02.11.2010            | вища               | позапартійна           | Ганнівська сільська рада, секретар                                   |
| 4               | Тримпол Валентина Григорівна  | 02.11.2010            | вища               | позапартійна           | Ганнівська загальноосвітня школа І-ІІ ст., вчитель початкових класів |
| 5               | Нагорна Валентина Олексіївна  | 02.11.2010            | середня            | позапартійна           | Ганнівська сільська бібліотека, бібліотекар                          |
| 6               | Ситник Марія Іванівна         | 02.11.2010            | середня спеціальна | позапартійна           | Ганнівська сільська рада, бухгалтер                                  |
| 7               | Минко Людмила Миколаївна      | 02.11.2010            | середня            | позапартійна           | Ганнівський відділ зв'язку, листоноша                                |
| 8               | Левченко Світлана Іванівна    | 02.11.2010            | вища               | позапартійна           | Ганнівська загальноосвітня школа І-ІІ ст., вчитель                   |
| 9               | Овчаренко Катерина Федорівна  | 02.11.2010            | середня            | позапартійна           | Ганнівський сільський будинок культури, директор                     |
| 10              | Прилуцька Любов Олександрівна | 02.11.2010            | середня            | позапартійна           | ТОВ АФ «Краєвид», завідувачка складом                                |
| 11              | Кужель Микола Миколайович     | 02.11.2010            | середня            | позапартійний          | Носівський цукровий завод, слюсар                                    |
| 12              | Кужель Ганна Володимирівна    | 02.11.2010            | середня            | позапартійна           | Ганнівський фельдшерсько-акушерський пункт, молодшамедична сестра    |
| Самовисування   |                               |                       |                    |                        |                                                                      |
| 3               | Пархоменко Петро Миколайович  | 02.11.2010            | середня спеціальна | позапартійний          | ПП «Агропрогрес», бригадир-обліковець                                |